# Sylvère Maes
Sylvère Maes (Zevekote, 27 agosto 1909 – Ostenda, 5 dicembre 1966) è stato un ciclista su strada e ciclocrossista belga.
Professionista tra il 1932 e il 1948, vinse due edizioni del Tour de France, nel 1936 e nel 1939, e una Parigi-Roubaix.

## Carriera
Corse per la Alcyon-Dunlop, la Groene Leeuw, la Mondia e la Métropole.
All'inizio della carriera professionistica vinse la Parigi-Roubaix, la Coppa Sels e il criterium internazionale di ciclocross nel 1933. Successivamente si specializzò nelle corse a tappe, vincendo il Tour de France nel 1936 e nel 1939. Alla Grande Boucle ottenne anche nove vittorie di tappa e vestì la maglia gialla per 26 giorni. Fu quinto al Giro d'Italia 1947.

## Palmarès
- 1932

Bruxelles-Lussemburgo-Mondorf
- 1933

Schaal Sels
Parigi-Roubaix
- 1934

23ª tappa Tour de France (Caen > Parigi)
- 1935

15ª tappa Tour de France (Perpignan > Bagnères-de-Luchon)
- 1936

13ª tappa, 2ª semitappa Tour de France (Nîmes > Montpellier)
14ª tappa, 2ª semitappa Tour de France (Narbonne > Perpignano)
16ª tappa Tour de France (Luchon > Pau)
18ª tappa, 2ª semitappa Tour de France (Saintes > La Rochelle)
Classifica generale Tour de France
- 1937

5ª tappa, 2ª semitappa Tour de France (Lons-le-Saunier > Champagnole)
- 1939

2ª tappa Circuit du Morbihan
Classifica generale Circuit du Morbihan
15ª tappa Tour de France (Digne > Briançon)
16ª tappa, 2ª semitappa Tour de France (Bonneval-sur-Arc > Bourg-Saint-Maurice)
Classifica generale Tour de France

### Altri successi
- 1939

Classifica scalatori Tour de France

## Piazzamenti

### Grandi Giri
- Giro d'Italia

1947: 5º
- Tour de France

1934: 8º
1935: 4º
1936: vincitore
1937: ritirato (17ª tappa)
1938: 14º
1939: vincitore

### Classiche monumento
- Giro delle Fiandre

1933: 9º
1937: 9º
1938: 2º
1939: 12º
1947: 13º
- Paris-Roubaix

1933: vincitore
1948: 52º
- Liegi-Bastogne-Liegi

1935: 11º
1938: 5º